# Chế độ phục hồi Android
Chế độ phục hồi Android hay chế độ khôi phục Android (tiếng Anh: Android recovery mode) là một chế độ của hệ điều hành Android được sử dụng để cập nhật phần mềm và xóa dữ liệu của thiết bị. Chế độ này chạy trên một nhân Linux với ramdisk, được đặt trên một phân vùng riêng biệt so với hệ thống Android chính.
Chế độ khôi phục có thể hữu ích khi điện thoại bị treo bootloop (tức bị kẹt trong màn hình khởi động lặp đi lặp lại), hoặc bị nhiễm phần mềm độc hại.

## Khởi động
Mỗi một thiết bị chạy hệ điều hành Android lại có một cách khác nhau để vào chế độ này. Ví dụ:
- Nexus 7: Tăng âm lưọng + Giảm âm lượng + Nguồn
- Samsung Galaxy S3: Tăng âm lưọng + Nút Home + Nguồn
- Motorola Droid X: Nút Home + Nguồn
- Samsung Galaxy A10s: Tăng âm lưọng + Nguồn

## Tính năng
Chế độ phục hồi Android thường cung cấp các tính năng sau:
- Cài đặt bản cập nhật bằng Android Debug Bridge (ADB)
- Cài đặt bản cập nhật từ thẻ SD
- Khôi phục cài đặt gốc (Hard reset)
- Gắn kết phân vùng (Mounting partitions)
- Chạy một bài kiểm tra hệ thống

## Các bản recovery tùy chỉnh
Phiên bản của chế độ khôi phục được cài sẵn trên Android có thể được thay thế bằng các phần mềm khác như TWRP, OrangeFox hoặc ClockWorkMod. Chúng có thể có các tính năng như:
- Sao lưu và khôi phục toàn bộ hệ thống
- Cài đặt các gói cập nhật không có chữ ký
- Truy cập thẻ SD dưới dạng lưu trữ USB
- Toàn quyền truy cập ADB, với ADB chạy dưới quyền root